# NGC 1275
NGC 1275（Caldwell 24）は、ペルセウス座の方角に約2億3700万光年離れた位置にある1.5型のセイファート銀河である。NGC 1275は電波銀河ペルセウス座Aに対応するもので、巨大なペルセウス座銀河団の中心付近に位置する。

## ダイナミクス

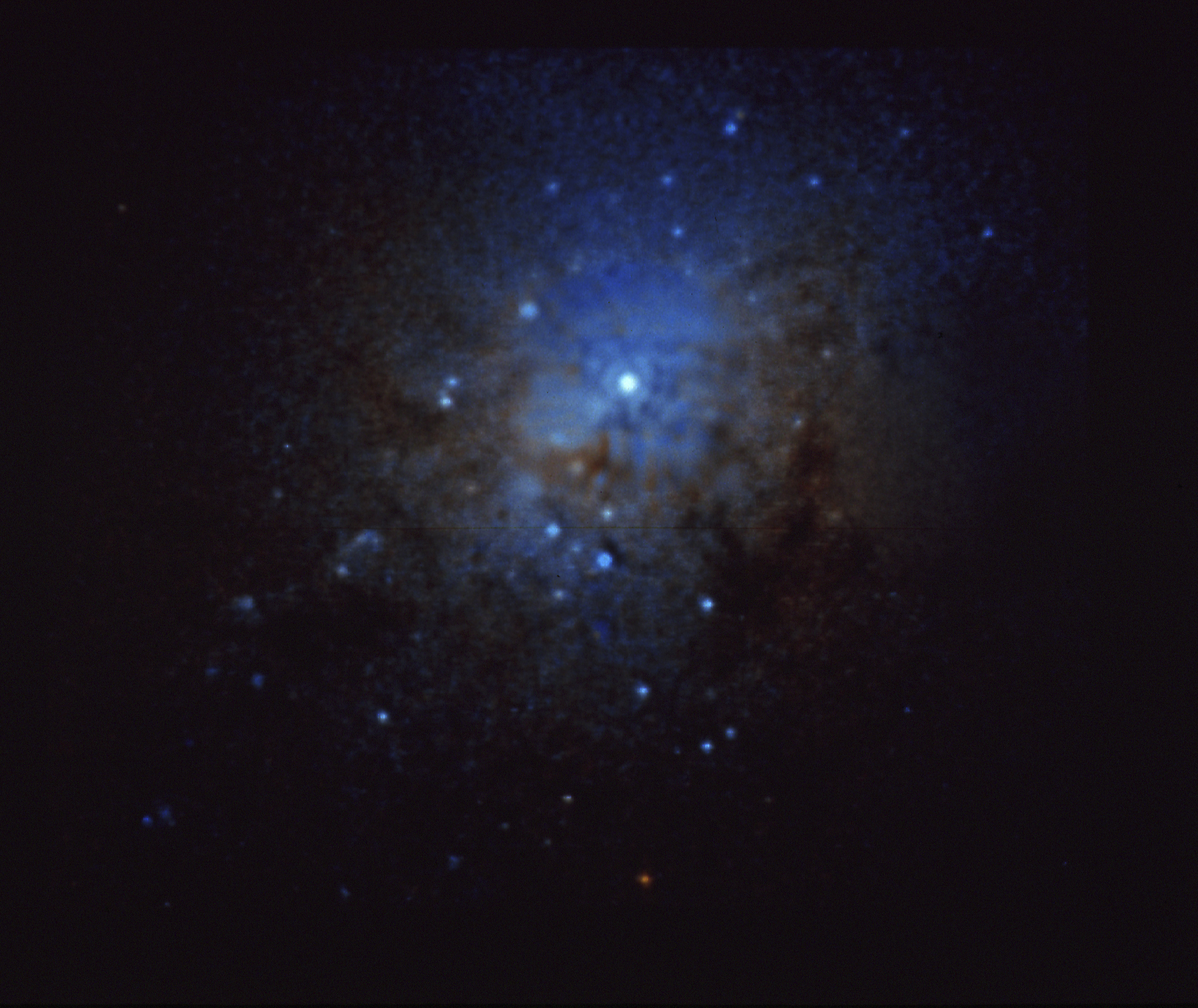
NGC 1275の中心部のハッブル宇宙望遠鏡による画像

NGC 1275は2つの銀河から構成されている。ペルセウス座銀河団の中心にあるcD銀河と、その前面に存在するいわゆる"high velocity system" (HVS)である。HVSは約3000km/sでペルセウス座銀河団の方に移動しており、将来は融合すると考えられている。HVSとcD型銀河の距離は少なくとも20万光年は離れており、重力的な影響は受けていない。銀河団の中心の銀河は、大質量のスペクトル線放出フィラメントネットワークを含み、活動銀河核で発生した相対論的なプラズマの泡に引きずられているように見える。長いガスのフィラメントは銀河を超えて広がっており、銀河団の中をX線放出ガスで満たしている。1つのフィラメントに含まれるガスの量は、太陽質量の約100万倍である。幅はわずか200光年で、しばしば非常に真っ直ぐであり、2万光年にまで伸びている。
フィラメントの存在は、新たな問題を提起する。これらは、周囲の銀河間雲よりもずっと冷たいのに、どのようにして恐らくは1億年以上も存続し続けてきたのだろうか？1つの可能性は、地球の磁場の1万分の1程度の弱い磁場によって、フィラメント中のイオンが存続し続けられるだけのエネルギーが与えられてきたということである。